# 추라상
《추라상》(ちゅらさん)은 2001년도 상반기에 방송된 NHK 연속 TV 소설 시리즈의 드라마이다.
시리즈 사상 처음으로 오키나와현 (고하마섬)을 주요 무대로 한 작품이며, 총156회이다. 오카다 요시카즈가 각본을 맡았으며, 연속 TV 소설 64번째 작품(방송 40주년 기념 작품)이다.
시리즈화되었으며, 속편으로 추라상 2, 3, 4도 제작됐다.

## 출연진
- 고하구라 에리 (1 - 4) - 구니나카 료코
- 고하구라 게이다쓰 (1 - 3) - 야마다 다카유키
- 조노우치 마리아 (1 - 4) - 간노 미호
- 니시노미야 하루카 (1 - 3) - 고니시 마나미